# Møbelringen Cup 2002
Møbelringen Cup 2002 var den anden udgave af kvindehåndboldturneringen Møbelringen Cup og blev afholdt fra den 6. – 10. november 2002. Turneringen havde deltagelse af Danmark, Frankrig, Sverige, Holland og værtsnationen Norge. Turneringen blev vundet af Danmark.

## Resultater
| Dato                    | Hold 1   | Hold 2   | Resultat |
| ----------------------- | -------- | -------- | -------- |
| 6.11                    | Danmark  | Holland  | 27-27    |
| 6.11                    | Norge    | Frankrig | 32-20    |
| 7.11                    | Frankrig | Holland  | 33-23    |
| 7.11                    | Norge    | Sverige  | 33-22    |
| 8.11                    | Sverige  | Holland  | 29-28    |
| 8.11                    | Danmark  | Frankrig | 17-17    |
| 9.11                    | Norge    | Holland  | 39-23    |
| 9.11                    | Sverige  | Danmark  | 24-25    |
| 10.11                   | Frankrig | Sverige  | 24-18    |
| 10.11                   | Norge    | Danmark  | 24-27    |
| Kilde (norsk)/(engelsk) |          |          |          |

| Hold                    | Kampe | Mål     | Point |
| ----------------------- | ----- | ------- | ----- |
| Danmark                 | 4     | 96-92   | 6     |
| Norge                   | 4     | 128-92  | 6     |
| Frankrig                | 4     | 94-90   | 5     |
| Sverige                 | 4     | 93-110  | 2     |
| Holland                 | 4     | 101-128 | 1     |
| Kilde (norsk)/(engelsk) |       |         |       |